# A23高速公路 (義大利)
A23高速公路（義大利語：Autostrada A23），又稱阿爾卑斯-亞德里亞高速公路（義大利語：Autostrada Alpe-Adria），是義大利一條高速公路，自帕爾馬諾瓦，經烏迪內、塔爾維西奧，進入奧地利境內。全長119.9公里。
1966年開始通車，1988年烏迪內北—烏迪內南路段完工。全段為歐洲E55公路的一部份。